# Dominique Lemoine
Pour les articles homonymes, voir Lemoine.
Dominique Lemoine est un footballeur belge né le 12 mars 1966 à Tournai (Belgique).

## Biographie
Débutant au RFC Wiers (1772) et formé à l'US Valenciennes Anzin, Dominique Lemoine commence sa carrière professionnelle au KV Courtrai (19) en 1983, âgé de 17 ans.
En 1986, il est transféré au KSK Beveren (2300) où il reste deux saisons. Il part ensuite jouer en Division 2 française, au FC Mulhouse. Le club alsacien termine premier de son groupe et monte en Division 1 en 1989, mais redescend l'année suivante.
Dominique Lemoine revient à Courtrai (19) en 1990. Mais ses meilleurs saisons se passent au Royal Excelsior Mouscron (224) où il reste près de cinq ans. Il marque 41 buts en 127 matchs de championnat avec l'Excel. Le club frontalier possède à cette époque dans ses rangs les frères Émile et Mbo Mpenza dont Dominique Lemoine au milieu de terrain est le grand pourvoyeur de ballons. 
Le Tournaisien est International le 11 février 1997 lors d'un match amical à Belfast, contre l'Irlande du Nord (défaite 3 à 0). Il joue trois autres matchs la même année avec les Diables Rouges. Blessé, il ne peut être dans la sélection de Georges Leekens pour la Coupe du monde en 1998.
En avril 1997, il part tenter sa chance en Primera División, à l'Espanyol de Barcelone mais l'expérience tourne court : en janvier 1998, il est transféré au Standard de Liège (16) où il termine la saison et joue seulement cinq matchs.
Il termine sa carrière comme amateur au RAEC Mons (44) en 1999-2000.

## Palmarès
- International en 1997 (4 sélections)
- Vice-Champion de France D2 en 1989 avec le FC Mulhouse